# Corine Sylvia Congiu
 (septembre 2018).
Corine Sylvia Congiu, née le 5 août 1953 à Meknès au Maroc, est une artiste contemporaine française d'ascendance sarde. Agrégée d'arts plastiques, elle pratique surtout la peinture, l’écriture, la photographie, la vidéo, et a aussi été actrice de théâtre pendant dix ans de sa vie. Directrice de rédaction de Nouvelle Donne, Le Site de la Nouvelle Littéraire, elle en est aussi l'illustratrice depuis 2013. Elle est la sœur de Christian Congiu, écrivain, et la mère de l’auteur compositeur-interprète Jérémy Berriau dit « Jirambel », professeur agrégé de philosophie, psychanalyste et écrivain. Elle vit et travaille dans l’Essonne, à Varennes-Jarcy.

## Biographie
Corine Sylvia Congiu naît le 5 août 1953 de Christiane et Claude Congiu, enseignants français en coopération, à Meknès, au Maroc, où elle passe son enfance, aux côtés de ses deux frères puinés, Christian et Charles, qui deviendront respectivement écrivain et professeur des écoles. À partir de 1964, la famille quitte le Maroc pour la France, s'installant dans l'Essonne successivement à Yerres, à Brunoy (elle résidera en son atelier de Varennes-Jarcy à compter de 1996).
Jusqu’au baccalauréat qu'elle obtient en 1971, sa scolarité s'effectue au lycée de Limeil-Brévannes (Val-de-Marne). Elle suit ensuite les cours de la Faculté d’arts plastiques de Paris 1, Université Panthéon-Sorbonne.
De son mariage à l'âge de 20 ans avec Yves Berriau naît en 1978 son fils, Jérémy Berriau.
Après avoir été reçue à l’agrégation, elle effectue un DEA d’esthétique, deux ans de philosophie à Paris 1 tout en entreprenant une carrière de peintre, conjointement au professorat d’arts plastiques.
Parallèlement, elle prend des cours de théâtre, joue dans quelques pièces, écrit des articles universitaires, des nouvelles et des poèmes qui lui vaudront d’être lauréate de concours littéraires, un roman, La libellule, inspiré par son enfance au Maroc, qui sera publié en 2013.

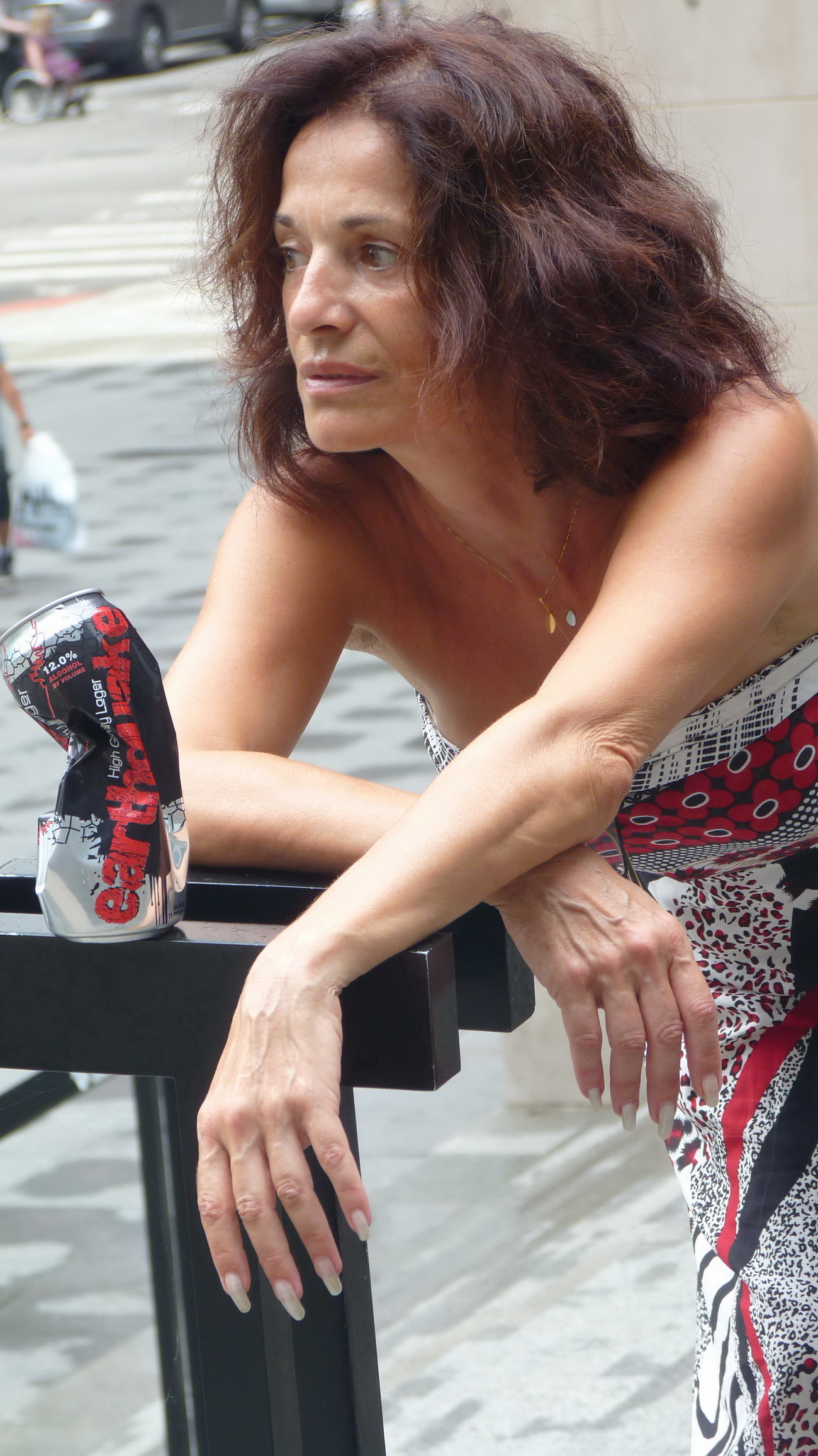
Corine Sylvia Congiu

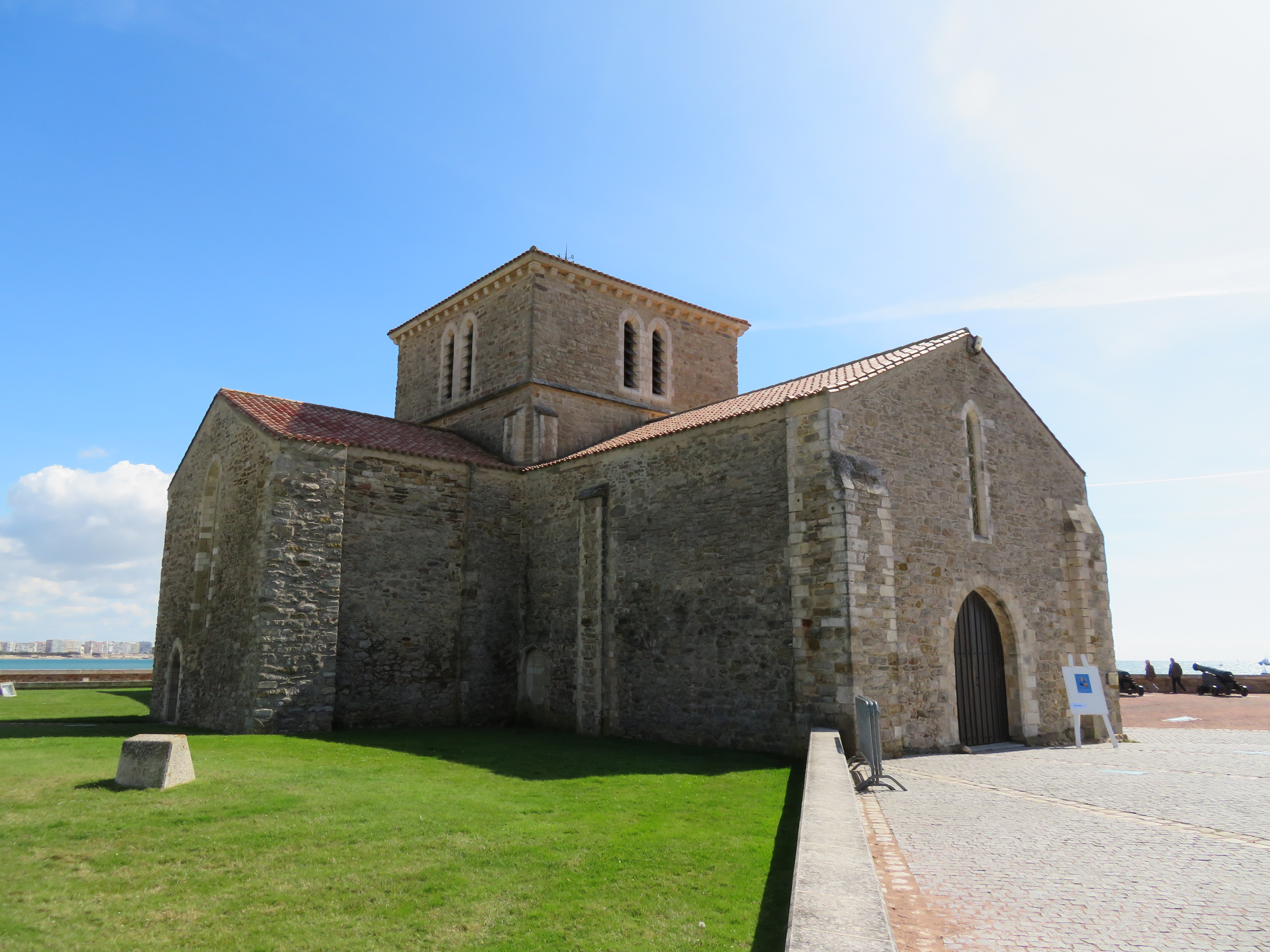
Prieuré Saint-Nicolas, Les Sables-d'Olonne

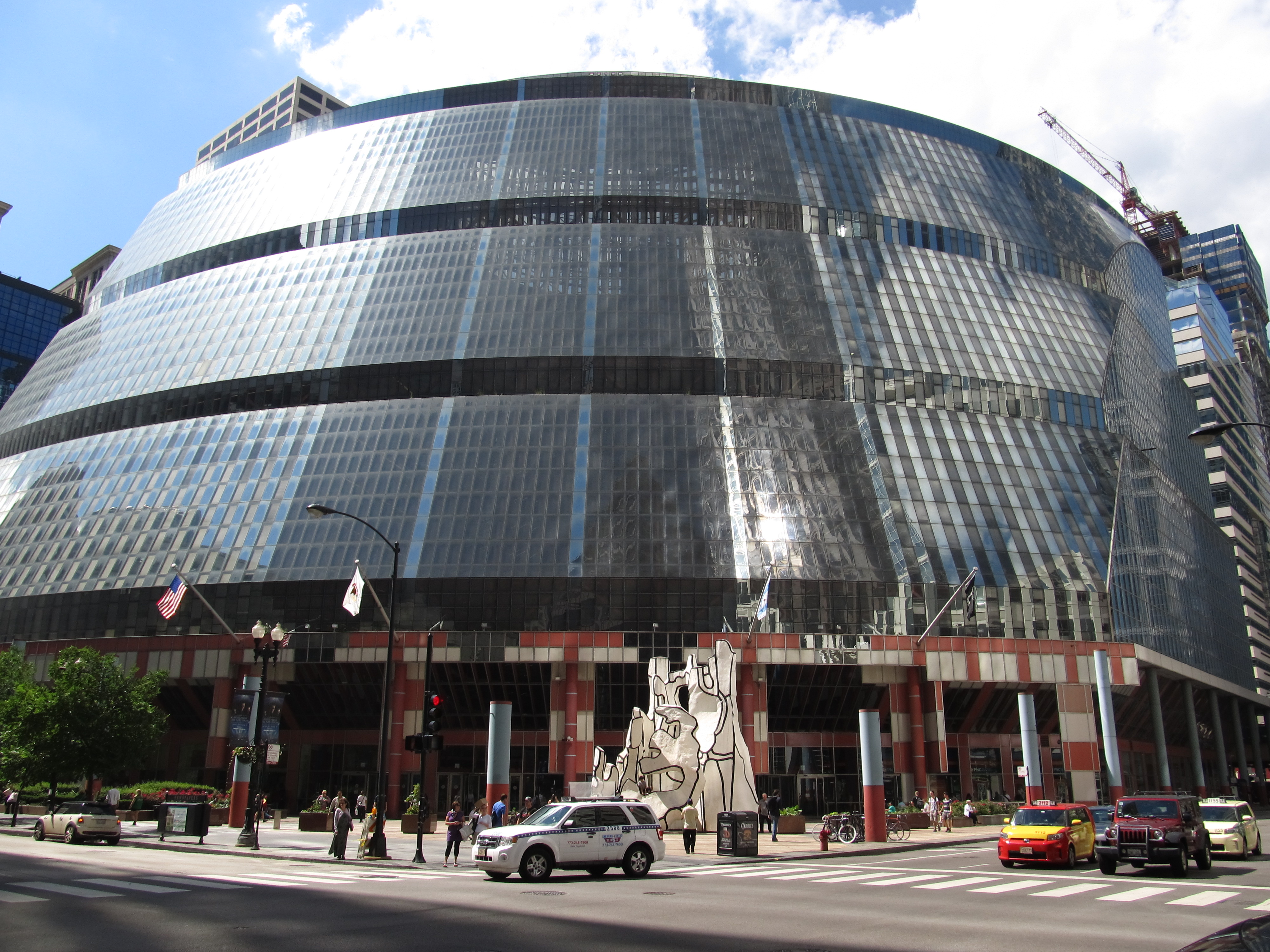
James R. Thompson Center, Chicago

Depuis 1987, elle expose régulièrement ses œuvres dans des expositions personnelles ou collectives à Paris (Institut du Monde Arabe ; Ministère de l'Éducation Nationale de l'Enseignement et de la Recherche, Délégation à la communication ; la Sorbonne ; Salle Michel-Journiac ; Ministère de l'Économie et des Finances ; Atelier Arnaud, Paris, août-septembre 2012 ; Galerie Keller ; Galerie Jean...), en banlieue parisienne (Aéroport d'Orly ; CAEL et Galerie des Colonnes à Bourg-la-Reine ; Salon international de la mode Première Vision, Aérogare de Roissy ; Campus Universitaire de Fontenay-aux-Roses, UFR d’arts plastiques, Paris 1 ; Galerie "A propos d'Art" à Argenteuil ; Musée Robert-Dubois-Corneau de Brunoy en 1987) et en province (Galerie Art Fresque Povera à Sommières ; Galerie l’Écurie de l’Hôtel de Guînes, Arras ; Cité des géométries, Centre culturel de l’arsenal, Maubeuge ; École nationale supérieure des arts et métiers, Chalons-en-Champagne, Prieuré Saint-Nicolas aux Sables-d’Olonne en juillet-août 2016,, Galerie Depardieu, Nice, février-mars 2018, Atelier Arnaud, Paris, mars 2020 ; Le Génie de la Commune, Galerie du Génie de la Bastille, Paris, juin 2021.
Elle participe à des salons d’art contemporain à Paris (Salon Comparaisons au Grand Palais en 2007, Salon d'art contemporain de Montrouge, Salon de Vitry-sur-Seine, Salon UFPS (Grand Palais), Salon de Villeparisis). Elle est également présente au salon Art Cité de Fontenay-aux-Roses en septembre-octobre 2009 ou à la galerie du Génie de la Bastille (Printemps des poètes en mars 2018, Mini Maxi, en juillet 2021).
Elle commence une carrière internationale par une exposition à l'hôtel particulier de l'association des sculpteurs de Moscou en 1995. Puis en 2001, à Séoul, Corée ; en 2003 : Foire internationale d'art contemporain de Hong Kong et exposition Rencontres au féminin au Centre culturel français d'Alexandrie ; en 2004 : Gênes, Italie : en 2005 : San Francisco et Alger ; 2008 : New York ; septembre-novembre 2009 : Paris-Damas : regards croisés, musée national de Damas ; août 2011 : Group Show : Paris-Chicago : in transit, James R. Thompson Center, Chicago, ; août 2013 : Bienal International de Ocupaçao Publica, Campo de Santana, Rio de Janeiro ; mai-juin 2013 : In Bewegung - En mouvement, Institut français de Vienne, palais Clam-Gallas, Vienne (Autriche) ; mai-juin 2014 : Signes et traces, Palazzo della Racchetta et galerie Zamenhof de Ferrare, Italie ; 2015 : Galerie ArtiBrak, Voorburg, Pays-Bas; 2022 : Galerie Alte Schieberkammer Vienne, Autriche; 2023 : Budapest/Paris Galerie Mamû Damjanich u. 39, 1071 Hongrie ;

## Œuvres picturales

### Prix et commandes publiques
En 1992, à la suite de sa participation à un concours d’État dont elle est lauréate, elle réalise une commande publique, environnement peint (sol, murs et colonnes) d’une superficie totale de 350 m2 dans le hall du Lycée Hugues-Capet à Senlis.
En 1998, elle est lauréate du Concours de la Ville d’Evry, Abolition de l’esclavage, où elle réalise une peinture de 10 × 2 mètres.
En 2004 elle obtient une commande de la Fondation Art Dialogue, sous l’égide de l’Institut de France et réalise une installation intitulée Histoire d’une ligne (septembre 2004 - janvier 2005), constituée de dix toiles monumentales de 400 cm × 200 cm et 200 cm × 200 cm sur les murs de la Ville de Yerres.
À partir de 1997, elle collabore en tant qu’actrice et scénographe, au travail de Luc Fritsch, dramaturge et metteur en scène, (qu’elle assiste depuis 1993 pour l’entraînement corporel des acteurs) : elle crée la totalité de l’environnement pictural, soit vingt-cinq tableaux projetés sur grand écran (3 m × 4 m) de la performance théâtrale écrite et mise en scène par Luc Fritsch :Ruines / L’Après-Vietnam à travers la survie d’un couple et crée le premier rôle féminin (Théâtre de l’ Hôpital Ephémère, 1994)[réf. nécessaire].
En avril 1999, elle est premier rôle féminin et participe à la création des décors de La Ballade des mégots secs, pièce de Bernard Mazéas, mise en scène par Luc Fritsch à la Cave à Théâtre de Colombes.
En juin 2014, elle réalise les peintures et les dessins pour Cosmophonies, spectacle à double voix conçu au Théâtre des Bouffes du Nord par Hubert Reeves et Karine Lethiec dans le cadre du festival Jazz Nomades / La Voix est libre.

### Collaborations
En 2006, 2007, 2008 et 2009, elle collabore avec le sculpteur Jean Chazy dans le cadre du Génie des jardins à Paris : Jean Chazy crée des environnements qu'il appelle "Piègements", structures métalliques et films transparents où la peinture de Corine Sylvia Congiu est emballée et mise en espace.

### Photographie
Photographier est l’une de ses pratiques les plus assidues. Lors de ses fréquents voyages quand elle expose à l’étranger, elle inaugure de nombreuses séries sur les villes, les policiers, les poubelles publiques. Les « Zippos » de la guerre du Vietnam qu’elle a collectés lors de sa performance « Ruines, l'après Vietnam dans la survie d'un couple » en 1993, lui vaudront d’être sélectionnée pour le Mois de la photo Off en 2019 : Où se love la mémoire ? Passée présente future, atelier de Jean Chazy, Paris, avril 2019, Au cours de ses voyages en Egypte en 2002-2003, elle s’intéresse au rapport des femmes et jeunes adolescentes à l’appareil photographique et mêle ses textes à ses images dans sa série « Rencontres aux féminin », exposée en 2003 au Centre Culturel Français, Alexandrie, Égypte, puis en septembre-octobre 2009 dans la manifestation « Pages de Voyage », galerie l’Ecurie de l’Hôtel de Guînes, à Arras, et aux Vedettes de Paris en 2014, « Photos, peintures » avec Patrick Lipski et Alanig Keltz, où l’on a pu voir aussi sa série des « Murs ». À partir de 2013 les simples clichés s’associent à ses dessins ou peintures dans des montages créés sur Photoshop pour ses illustrations pour le site de Nouvelle Donne, le Site de la nouvelle littéraire, et elle présente la série « Avancez jusqu’à la ligne » en novembre 2022 dans le cadre du « Génie du Dessin ».

### Illustration
Depuis 2013, elle est l’illustratrice de la revue en ligne de nouvelles Nouvelle Donne, où est publiée, mensuellement ou parfois bimensuellement des compositions de dessins ou montages créés sur Photoshop avec notamment Le projet Traumaless en 2016 et Salaud de Vian en 2017.

### Écriture
Parallèlement à sa carrière de peintre, Corine Sylvia Congiu écrit des articles dans des revues universitaires. Elle a publié un roman, La Libellule qui a été publié aux Éditions Fog et Filli en février 2014
Plusieurs de ses nouvelles ont été éditées dans des recueils collectifs, à la suite de prix littéraires : Embellie qui a reçu le deuxième Prix de la nouvelle de Brétigny-sur-Orge pour La Fureur de lire, délivré par Howard Buten en janvier 1994. En 2019 « Les quatre mots », est publiée dans Revue Rue Saint Ambroise no 44. Au Printemps 2022 « Lou », dans « L’Encrier renversé » no 90.
Avec l'équipe d'écrivains de Nouvelle Donne, deux recueils de nouvelles voient le jour, « Le chien attaché au poteau électrique », Édition La Chambre d'Echos en 2020, où sont publiés « Fatima », « Embellie », « Les quatre mots », et en 2023 « Quand la raison s'en va, j'en trouve une autre », « Putain de nuages », sont publiées dans « Mauvais Cotons », Édition L'Harmattan  (ISBN 978-2-14-031957-0), 168 pages.
Engageant de plus en plus de responsabilités au sein de Nouvelle Donne, Le site de La Nouvelle Littéraire, elle intègre la fonction de Directrice de rédaction en 2023.
Cette année-là est publié Désigramme, poème lauréat du Concours de poésie Images et Mots Éros écriture érotiquePeinture et corps, quelle est la couleur du 7e ciel ?  et son slam Sans regrets ni remords est sélectionné par le Concours d’écriture 2023 de l’Observatoire de l’imprévoyance pour publication dans Rebondir après un aléa de la vie, recueil des lauréats du concours de Slam 2023 des Editions Librinova. En 2024, son poème Mi-août-Miaou obtient le Coup de cœur du Jury pour le Concours de poésie Images et Mots 2024.

## Écrits de l'artiste
- 2020 : Le chien attaché au poteau électrique, neuf nouvelles par Anne-Élisabeth Desicy Friedland, Corine Sylvia Congiu, Brigitte Niquet, Léo Lamarche, Sophie Germain, Dominique Perrut, Thomas Friedland, Jean-Michel Calvez, et Nathalie Barrié, Nouvelle Donne, 2020.
- 2019 : « Les quatre mots », nouvelle, Rue Saint Ambroise - La revue de la nouvelle, no 44, 2019.
- 2008 : « Damas », in Paris-Damas, regards croisés, édition Europia Productions, à l’occasion de l’exposition organisée à l’Institut du Monde Arabe, Paris, 17 novembre - 28 décembre 2008[41].
- 2006 : ouvrage collectif sous la direction de Jacques Cohen, L’art et le politique interloqués, collection « Esthétique / Arts », éditions de l'Harmattan, janvier 2006.
- 2004 : « Histoire d'une ligne », Catalogue Corine Sylvia Congiu.
- 2001 :
  - « Facteurs de troubles », catalogue de l’exposition à l’Espace Reverdy à Nanterre.
  - Texte du catalogue MANIF, Séoul Arts Center, Séoul, Corée.
  - « Arrêt sur image en quelques points et quelques suspensions », revue Plastik No 1, été 2001.
- 1996 : « La croix et la bannière ou le carrefour invisible », dans ouvrage collectif sous la direction d'Éliane Chiron, X, l'œuvre en procès - Croisements dans l'art, vol.1, Centre d'études et de recherches en arts plastiques, Université Paris I Panthéon Sorbonne.
- 1988 : « Ainsi devient-elle pensive », revue Écart, no 0.

## Illustrations de livres
- 2013 : Léo Lamarche, Je ne t'oublierai jamais, illustrations de Corine Sylvia Congiu, Édilivre.
- 2009 : Paul Henri Lersen, La muse d’Eros, dessins de Corine Sylvia Congiu, Editions Le Syllabaire.
- 2008, Signum Editions :
  - Claude-Henri du Bord, Ceci, dessins de Corine Sylvia Congiu.
  - Paul Henri Lersen, Les sandales d’Orphée, dessins de Corine Sylvia Congiu.
  - Hervé Jullien, Ivresse, dessins de Corine Sylvia Congiu.
- 2007 : Paul Henri Lersen, Ode à Gherasim, dessins de Corine Sylvia Congiu, Éditions Signum.

## Collections publiques
- Mairie de Varennes-Jarcy, six œuvres entre 2018 et 2023.
- Ville de Yerres.